# Ruf der Wildnis (1972)
Ruf der Wildnis (internationaler Titel: The Call of the Wild) ist ein 1972 in internationaler Koproduktion entstandener Abenteuerfilm nach dem gleichnamigen Roman von Jack London. Regie des am 29. Dezember 1972 in deutschen Kinos erstaufgeführten Filmes führte Ken Annakin.

## Handlung
Alaska, etwa 1900: John Thornton kauft den aus seinem kalifornischen Zuhause gestohlenen Schäferhund Buck, der sich trotz geringer Winter-Erfahrung durch seine Intelligenz bald zum Leithund des Gespanns hocharbeitet, zudem Thorntons treuer Gefährte wird und mit ihm auf dem Postdienst, den er mit seinem Freund Pete zwischen Skagway und Dawson City versieht, manches Abenteuer erlebt.
Eines Tages gerät Thornton wegen der Saloon-Besitzerin Calliope Laurent mit dem Schnapsgroßhändler Black Burton in einen heftigen Streit, nachdem er sich geweigert hat, für Burton Spirituosen zu schmuggeln. Zwei Helfer Burtons stehlen das Gespann samt Schlitten und fahren damit nach Skagway, überleben jedoch beide die Fahrt nicht. Ein geschäftstüchtiger Holländer nimmt das nun herrenlose Gespann in Besitz und versteigert es an eine unerfahrene Familie, die den strapaziösen Weg nach Dawson allerdings vollkommen unterschätzt, in eine Eisfläche einbricht und ums Leben kommt. Thornton, zufällig anwesend, hat den übel misshandelten Buck zuvor wiedererkannt und zurückgekauft. Er arbeitet nun als Holzfäller und flößt Bauholz nach Dawson. Als er von einer Schneelawine verschüttet wird, gräbt Buck ihn wieder aus. Im folgenden Winter hilft er Calliope beim Neubau ihres Hotels.
Dann aber beschließt Thornton aus Geldmangel und Stolz, sich wie Pete zum Klondike aufzumachen, um nach Gold zu suchen. Als sich an ihrem Schürfplatz ein Wolfsrudel einfindet, schließt sich Buck für einige Monate den Wölfen an, kehrt aber im Herbst zu Thornton zurück, bevor dieser nach nur bescheidenen Erfolgen nach Dawson zurückkehrt und nun für Calliope als Hotelmanager arbeitet. Ein abschließender Streit mit Burton um Buck wird entschieden, indem Buck es schafft, einen schwer beladenen Schlitten allein zu ziehen, und damit eine Wette gewinnt.
Im Frühjahr zieht es Thornton wieder hinaus – dieses Mal erfolgreich: Mit Pete entdeckt er durch Zufall eine legendäre indianische Goldmine und beutet sie aus. Deren Besitzer greifen die beiden Gefährten an, während Buck wieder mit einem Wolfsrudel unterwegs ist. Buck hört die Schüsse und tötet einige der Angreifer, kann Thornton jedoch nicht retten. Er verschwindet mit dem Wolfsrudel in den Wäldern.

## Kritik
„‚Der Ruf der Wildnis‘ nach dem Roman von Jack London ist ein packender Abenteuerfilm. Vor einer eindrucksvollen Naturkulisse erzählt der Film eine Geschichte von Freiheit, der Suche nach Glück und Abenteuer, von Freundschaft, Verrat und blinder Geldgier.“

„Mittelmäßige Verfilmung eines Romans von Jack London, dessen vielschichtige Darstellung einer zivilisatorischen Entwurzelung von Mensch und Tier zur reinen Abenteuerstory verflacht ist.“

## Hintergrund
Die häufig als Co-Autoren genannten Personen Hubert Frank (Deutschland), Tibor Reves (Spanien) und Federico de Urrutia (Italien) waren lediglich für die Übersetzung in die entsprechende Landessprache zuständig. Die deutsche Synchronfassung entstand unter Federführung von Arne Elsholtz.
Die Außenaufnahmen entstanden in Norwegen.

## Synchronisation
- Charlton Heston: Helmo Kindermann[3]
- Michèle Mercier: Brigitte Grothum
- Luigi Montefiori: Michael Chevalier
- Maria Rohm: Evelyn Gressmann
- Rik Battaglia: Martin Hirthe
- Juan Luis Galiardo: Joachim Kemmer
- Sancho Gracia: Joachim Nottke
- Horst Heuck: Thomas Danneberg
- Alf Malland: Gerd Martienzen